# Siège d'Agadir (1540-1541)
Maroc portugais
Le siège d'Agadir est une opération militaire lancée en 1540 par les Saadiens afin de prendre la forteresse d'Agadir, sous contrôle portugais depuis 1505. Les Marocains s'emparent de la ville après un long siège meurtrier. 

## Contexte
Profitant de l'état d'anarchie qui régnait au Maroc, les Portugais élèvent de nombreuses forteresses dans la côte atlantique du Maroc. En effet, entre 1505 et 1519, les Portugais occupent ainsi Safi, Anfa, Azemmour, Mazagan, Aguz, Mogador, Agadir et éphémèrement Maâmora, qui est évacuée dans la catastrophe après une attaque menée par les Wattassides, où plus de 4 000 Portugais y perdent la vie.
C'est donc en 1505 que les Portugais s'installent à Agadir par l'intermédiaire du gentilhomme João Lopes de Sequeira. Celui-ci fait bâtir un fortin, connue sous le nom de Santa-Cruz do Cabo de Gué, dont l'enceinte englobe une source d'eau. L'emplacement choisie est cependant assez défavorable aux Portugais. Outre un mouillage fort mauvais, la forteresse se trouve au pied d'une hauteur qui domine dangereusement l'emplacement. Des tentatives espagnoles d'établissement menées quelques années auparavant notamment en 1504, sont déjouées par les habitants de la région de Massa, plus favorable aux Portugais. C'est ce qui explique peut-être la construction de cette forteresse. En 1511, proclamée chef du djihad par les tribus du Souss, le chérif saadien Abou Abdallah al-Qaim tente de s'en emparer, en vain. En 1513, le roi de Portugal Manuel Ier rachète l'établissement d'Agadir au nom de la Couronne. 
Constamment harcelée par la tribu Ksima, les hostilités semblent cesser vers 1513 grâce à l'aide des habitants de Massa, avec qui les Portugais ont de bonnes relations. La forteresse commence alors à être ravitaillée depuis l'extérieur. De plus, de nombreuses razzias fructueuses sont menées par les Portugais dans la région. Toutefois, la montée en puissance des Saadiens dans le Souss met définitivement fin à cette période plutôt prospère. En effet, les Saadiens parviennent à contrôler toutes les routes de la région, et à isoler les Portugais dans leur forteresse. Dès 1516 par exemple, les relations entre les Portugais et les gens de Massa sont rompues, dues aux pressions des chérifs saadiens. 
En 1525, une expédition saadienne est menée contre la place. Les Marocains sont mis en déroute. Après plusieurs années d'affrontement entre Saadiens et Wattassides, le traité de Tadla est signé en 1527. Celui-ci donne aux Saadiens le contrôle du Sud du pays et de Marrakech, tandis que le reste du pays, avec la capitale Fès, reste aux Wattassides. Cet arrêt des hostilités va permettre aux Saadiens de concentrer leurs forces pour le djihad contre les Portugais. Ainsi dès 1531, Mohammed ech-Cheikh gouverneur du Souss et frère du sultan saadien Ahmed al-Araj, mène une première tentative de siège déjouée grâce à des renforts venus de Madère. En 1533, une autre tentative est sur le point de réussir mais finalement repoussée. En 1536, Mohammed ech-Cheikh assiège à nouveau en vain la forteresse portugaise. L'année suivante, une trêve de trois ans est signée entre les Portugais et Saadiens.

## Déroulement
À l'expiation de la trêve, Mohammed ech-Cheikh rassemble une grande armée soutenue par une importante artillerie saisie notamment aux Wattassides lors des conflits précédents le traité de 1527. Dès septembre 1540, Mohammed ech-Cheikh débute le blocus d'Agadir et ordonne les travaux de siège autour de la ville. Il donne le commandement du siège à Moumen ben Yahya ben el-Ilj, puis confie à son fils Moulay Mohamed El Harrane, la tâche de bâtir en moins de deux mois un bourg fortifié avec une tour importante, au sommet de la colline surplombant la forteresse portugaise. Moulay Mohamed El Harrane  y installe 40 à 50 pièces d'artillerie, renforcées par cinq grosses bombardes. De plus, une autre partie de l'artillerie est installée non loin des murailles de Santa-Cruz. Les Saadiens établissent également un camp du côté de la pointe d'Anza, d'où ils sont à l'abri du feu de la place portugaise.
Les Saadiens qui disposent alors de trois bastions pleins d'artillerie et de nombreuses grosses bombardes, harcèlent quotidiennement la ville en menant plusieurs attaques par jour, contraignant la garnison portugaise à s'enfermer dans la place. L'attaque générale débute à partir du 16 février 1541. Menée par l'un des fils de Mohammed ech-Cheikh, Moulay Abdelkader, les Marocains bombardent pendant 22 jours sans arrêt la ville. L'artillerie marocaine cause des dégâts énormes aux défenses de la place. Toutes les pièces portugaises sont ainsi neutralisées à l'exception de celle du bastion de Tamraght et de la tour de la Vigie. Le 11 mars, une explosion interne cause d'importantes pertes aux assiégés.
Après six mois de siège meurtrier, les Marocains lancent l'assaut final le 12 mars. Ils s'emparent par escalade de la plate-forme du donjon de la citadelle. Les Portugais tentent alors de placer au-dessous de la plate-forme un baril de poudre. Après un premier échec, les Portugais réussissent à placer un autre baril sur la plate-forme, et à y déclencher une explosion tuant les Marocains dessus. Cependant, la brèche faite par cette explosion permet aux Marocains de s'infiltrer dans la citadelle, et de s'en emparer après un dernier combat acharné contre la garnison portugaise. 
La forteresse est entièrement rasée, et le bourg entièrement brulé. Sur les 1 600 habitants de la place, plus de 1 000 sont tués, 600 capturés et emmenés comme esclaves à Taroudant. Le gouverneur Gutierre de Monroy est capturé avec sa fille. D'après une lettre datée du 4 mai 1541, de W. Southampton et J. Russel à destination du roi anglais Henri VIII, les 700 hommes de la garnison auraient mis à mort leurs femmes et enfants pour leur éviter les supplices de l'esclavage. Le bilan reste cependant lourd pour les Saadiens également, qui déplorent d'importantes pertes.

## Conséquences
La prise d'Agadir accroit considérablement le prestige des chérifs saadiens et de Mohammed ech-Cheikh, confortant grandement sa position dans le Sud marocain, lui permettant de vaincre plus tard son frère Ahmed al-Araj après une dispute concernant le partage du butin d'Agadir. Il accède ainsi au pouvoir en 1544. La chute d'Agadir provoque également un séisme au Portugal, où est décidé par le roi Jean III, l'évacuation d'Azemmour et Safi en décembre 1541, pour mieux concentrer la défense sur Mazagan. Assilah et Ksar Sghir sont ensuite abandonnées en 1550. Les Portugais ne conservant plus que Tanger, Ceuta, Anfa et Mazagan.
Le port d'Agadir se révèlera important pour les Saadiens d'un point de vue économique, car ils pourront ainsi y acquérir des armes et écouler du sucre, grande richesse de la région du Souss. D'autres produits locaux comme les cuirs et peaux, le miel et de l'or venant du Soudan y seront également exportés.

## Sources

### Sources bibliographiques
1. 1 2  Castries 1918, p. 5
2. ↑  Dartois 2008, p. 177
3. ↑  Ricard 1948, p. IX
4. 1 2 3  Ricard 1948, p. XI
5. ↑  Lugan et Fournel 2009, p. 280
6. ↑  Archives berbères 1946, p. 97
7. ↑  Archives berbères 1946, p. 99
8. ↑  Archives berbères 1951, p. 489
9. 1 2  Ricard 1948, p. 340
10. ↑  Castries 1905, p. 107

#### Francophone
- Hespéris : Archives berbères et Bulletin de l'Institut des hautes études marocaines : Tome 38, Paris, Larose, 1951 (lire en ligne)
- Hespéris : Archives berbères et Bulletin de l'Institut des hautes études marocaines : Tome 33, Paris, Larose, 1946 (lire en ligne)
- Henry de Castries, Les sources inédites de l'histoire du Maroc. Archives et bibliothèques de France. Tome I., E. Leroux, 1905, 682 p. (lire en ligne)
- Robert Ricard, Les sources inédites de l'histoire du Maroc. Archives et bibliothèques de Portugal. Tome III. : Janvier 1535 - Décembre 1541, Paul Geuthner, 1948, 716 p. (lire en ligne)
- Henry de Castries, Les sources inédites de l'histoire du Maroc. Archives et bibliothèques d'Angleterre. Série 1, Tome I., Paris, Ernest Leroux, 1918, 573 p. (lire en ligne)
- Bernard Lugan et André Fournel, Histoire de l'Afrique : des origines à nos jours, Ellipses, 2009, 1245 p.
- Marie-France Dartois, Agadir et le sud marocain : à la recherche du temps passé, des origines au tremblement de terre du 29 février 1960, Courcelles, 2008, 617 p.